# غون غورمز
غون‌ غورمز هي قرية في مقاطعة خدا أفرين، إيران. عدد سكان هذه القرية هو 950 في سنة 2006.